# 크리스티안 둘카
크리스티안 둘카(Cristan Dulka, 1972년 10월 25일~ )는 루마니아의 전직 축구 선수이자 현 축구 지도자로 1998년 FIFA 월드컵에 출전하였으며 현재 루마니아 여자 축구 국가대표팀의 사령탑을 맡고 있다.

## 개인사
그의 아들 마르코 둘카는 루마니아 올림픽 축구 국가대표팀의 일원으로 2020년 도쿄 올림픽에 출전하였다.